# Route départementale 11 (Vosges)
Pour les articles homonymes, voir Route départementale 11.
La route départementale 11 ou D 11, est un axe nord-ouest / sud-est important du département des Vosges. Elle est la première composante de l'itinéraire balisé en vert reliant Épinal à Colmar.

## Itinéraire
Dans le sens nord-ouest / sud-est, les communes traversées sont :
- Épinal : la D 11 commence au rond-point lui permettant de se raccorder à la RD 420 et de desservir le pôle de Poissompré comprenant la bibliothèque intercommunale, le cinéma et la patinoire d'Épinal. Elle suit le faubourg de Poissompré, sort de l'agglomération spinalienne, franchit par en-dessous la RN 57 avec laquelle elle ne dispose pas d'échangeur, puis arrive à l'extrémité de la RD 11a qui permet une nouvelle liaison avec la RD 420 et par son entremise à la RN 57. Suivant alors la route de Gérardmer, elle passe au droit du centre de tri interdépartemental de collecte sélective des Vosges, et, au lieudit Malgré-moi, se raccorde à la route de Razimont, qui, après des travaux, en cours en 2018-2019, sera la voie suivie par la D 11 et permettra un accès plus rapide à la RN 57. La D 11 poursuit vers l'est, et contourne, par une déviation créée en 1976, l'écart de la tranchée de Docelles, au milieu de la forêt d'Épinal.
- La Baffe : la D 11 franchit la commune entre ses deux pôles de La Baffe à l'est et de Mossoux à l'ouest, reliés respectivement par la RD 11b et la RD 11f, qui se raccordent à la D 11 par un croisement à niveau.
- Cheniménil : la D 11 suit d'abord la route d'Épinal, puis contourne le village de Cheniménil par le nord, par une déviation créée en 1979 à l'ouest de la RD 159 et en 1980 à l'est de cette route. Elle s'y raccorde par un croisement dénivelé qui permet la desserte du village de Cheniménil.
- Docelles : la D 11 contourne le village par le nord et l'est, par une déviation créée en 1980 jusqu'au croisement dénivelé et sans raccordement avec la rue d'Alsace, puis en 1991 au-delà. Un rond-point la relie à la RD 11h, d'intérêt strictement local et permettant la desserte d'une scierie, et à la RD 44, se dirigeant vers Bruyères ; après avoir franchi par deux ponts successifs la ligne ferroviaire d'Épinal à Saint-Dié-des-Vosges et la Vologne, la D 11 se raccorde à la RD 11g qui permet la desserte du village de Docelles.
- Faucompierre : remontant la vallée du Barba, la D 11 passe à l'écart du village de Xamontarupt desservi par la RD 11c, puis suite la route verte, à l'écart du village de Faucompierre desservi par la RD 11d qui s'embranche quelques mètres après le franchissement du Barba par la D 11, où la route entre dans la commune de Tendon.
- Tendon : Tendon est la première agglomération franchie par la D 11 qui suit dans cette commune la route des Cascades. Après avoir franchi l'écart de la Poirie puis le centre du village, elle commence à gravir le col de Bonnefontaine, et laisse en contrebas la petite, puis la grande cascade de Tendon.
- Le Tholy : au droit de la grande cascade de Tendon, la D 11 entre dans la commune du Tholy en suivant la route du col de Bonnefontaine. Le col de Bonne Fontaine est franchi à l'altitude de 677 m, puis la D 11 descend vers la vallée de la Cleurie, traverse en son centre le village du Tholy en suivant la rue du 11-Novembre-1944 puis la rue Charles-de-Gaulle, et se raccorde par un carrefour à niveau à la 417 qui permet d'atteindre Gérardmer puis, par delà le col de la Schlucht, Colmar.